# Mistrzostwa Europy w Pływaniu 1927 – 200 m stylem klasycznym kobiet
Pływanie na 200 metrów stylem klasycznym mężczyzn było jedną z konkurencji pływackich rozgrywanych na Mistrzostwach Europy w Pływaniu w Bolonii. Znane są jedynie wyniki wyścigu finałowego. Złoto i srebro zdobyły reprezentantki Republiki Weimarskiej - mistrzynią została Hildegard Schrader, zaś wicemistrzostwo Europy zdobyła Charlotte Mühe. Brąz zdobyła reprezentantka Austrii Hedy Bienenfeld.

## Finał
| Pozycja | Zawodnik           | Czas   |
| ------- | ------------------ | ------ |
|         | Hildegard Schrader | 3:20,4 |
|         | Charlotte Mühe     | 3:25,2 |
|         | Hedy Bienenfeld    | 3:27,0 |
| 4       | Marie Baron        | 3:29,4 |
| 5       | Virginie Rausch    | 3:30,8 |
| 6       | Alice Stoffel      | 3:42,0 |